# プレスリー・オバノン

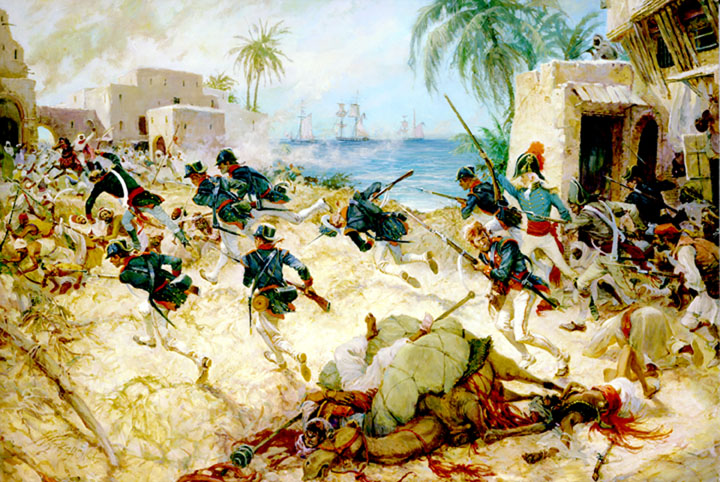
ダーネの街を攻撃するアメリカ海兵隊と傭兵

プレスリー・ネヴィル・オバノン（Presley Neville O’Bannon、1776年-1850年9月12日）は、アメリカ海兵隊の軍人。最終階級は大尉。アメリカ合衆国とオスマン帝国の独立採算州であるトリポリとの間で発生した第一次バーバリ戦争において決定的な戦果を挙げた。
第一次バーバリ戦争で活躍した戦いの発生した地名から「ダーネの英雄」と呼ばれ、アメリカ海兵隊の公式の歌である海兵隊讃歌の歌詞にその功績が反映された伝説的人物である。

## 生涯

### 出生
オバノンは、1776年にバージニア州のフォキーア郡で生まれた。

### 軍歴
オバノンは、1801年1月18日、アメリカ海兵隊に入隊し、中尉の時に第一次バーバリ戦争に従軍し、1805年4月27日から発生したダーネの戦いにおいて、7名のアメリカ海兵隊の分遣隊と約500名の現地で集められた傭兵から構成された部隊を率いて、約4000名のバーバリ海賊からなるトリポリ側の部隊と交戦した結果、トリポリ側の根拠地であるデルネを占領してこの戦争におけるアメリカ合衆国側の勝利を決定的なものにした。この際、占領の証となる星条旗はオバノン自身の手で翻している。決定的な戦力差を覆して勝利をおさめ、アメリカ合衆国の歴史において海外の占領地に初めて星条旗を翻したこの功績は、海兵隊讃歌の歌詞「To the shores of Tripoli」に反映され、今日に伝えられている。
また、この戦いの後、オバノンはハメット・カラマンリ殿下から、ダーネの戦いにおける勇気を称えられてカラマンリ殿下個人の所有物であったマムルーク剣を賜っている。この時オバノンがカラマンリ殿下から賜ったマムルーク剣を改良したものはM1850として採用され、一時期を除く現在に至るまで儀礼用の範囲に留まらず、戦闘用の使途も含め、アメリカ海兵隊将校の制式装備品となっている。

### 退役後
1807年3月6日、大尉でアメリカ海兵隊を退役したオバノンは、ケンタッキー州に引っ越した。1812年、1817年、1820年-1821年の間においてケンタッキー州議会の下院議員を、1824年-1826年の間は同州議会の上院議員を務めた。1850年9月12日、ケンタッキー州のフランクリン郡で死去し、現地の墓地に埋葬されたが、1919年にフランクフォートの墓地に再埋葬された。
なお、アメリカ海軍は歴代艦艇のうち、駆逐艦3隻にオバノンの名を命名している。